# Jonka, Jonek i Kleks
Jonka, Jonek i Kleks – bohaterowie komiksów dla dzieci i młodzieży Szarloty Pawel; dobrzy przyjaciele: Jonka i Jonek to dwoje nastolatków, Kleks to postać fantastyczna, pijąca atrament.
Pierwsza historyjka o Jonce, Jonku i Kleksie ukazała się na łamach Świata Młodych 14 maja 1974 roku.

## Tematyka
Przyjaciele Jonka, Jonek i Kleks są uczestnikami wielu bardzo barwnych, fantastycznych a często też surrealistycznych przygód. Zwykle to od Kleksa rozpoczyna się właściwa treść: na początku niewinnie, choć szybko, bohater wprowadza czytelników w sam środek wyimaginowanego świata, zwykle pełnego magii oraz rozmyślnej groteski. Jego przyjaciele skuszeni przygodą i zabawą, chętnie odrywają się od szarej osiedlowej rzeczywistości.
Kleks w swoich przygodach spotyka wiele ciekawych i często magicznych postaci. Zaliczyć do nich można np. przedstawicielkę „kleksowej” płci piękniej o imieniu Plum, a nawet wszelakiego rodzaju liczne „kopie” samego siebie (patrz „Kleks w krainie zbuntowanych luster”).

## Komiksy z cykluJonka, Jonek i Kleks

### Plansze komiksowe wŚwiecie Młodych
- Jonka, Jonek i Kleks 1, Skarb kapitana Melby (czarno-biała historyjka), Złodziej, 1974
- Planeta marchewek, 1974
- Zima, Złodzieje, wyprawa do babci, na tropie "Kolekcjonera", 1975
- Wspomnienia z wakacji, 1975–1976
- Pogromcy smoka, 1976
- Zima, Złota rybka i inne historie, 1977–1978
- Na wakacjach, Kosmos, 1979
- Odwiedziny smoka, 1979
- Kleks w krainie zbuntowanych luster, 1981 (drugie wydanie 1990; wydanie w albumie Egmont Polska, 2002)
- Szalony eksperyment, 1981–1982
- Szukajmy ciotki Plopp!, 1982 (drugie wydanie 1989)
- Porwanie księżniczki, 1982–1983
- Pióro contra flamaster, 1983–1984
- Tajemnicza sprawa, 1984
- Złoto Alaski, 1985 (wydanie w albumie Egmont Polska w 2002)
- Smocze jajo, 1986
- W pogoni za czarnym Kleksem, 1987–1988
- Kleks, 1992

### Albumy
- Przygody Jonki, Jonka i Kleksa – MAW, 1980 (drugie wydanie – MAW, 1985; trzecie wydanie – Egmont Polska, 2012 pod zmienionym tytułem: Niech żyje wyobraźnia)
- Porwanie księżniczki – MAW, 1985 (drugie wydanie – MAW, 1988; trzecie wydanie – J&K, 1990; czwarte wydanie – Egmont Polska, 2013)
- Pióro contra flamaster – MAW, 1985 (drugie wydanie – MAW, 1988; trzecie wydanie – Egmont Polska, 2012)
- Smocze jajo – MAW, 1986 (drugie wydanie – MAW, 1987; trzecie wydanie – Egmont Polska, 2012)
- Złoto Alaski – MAW, 1986 (drugie wydanie – MAW, 1988; trzecie wydanie – Egmont Polska 2002)
- W pogoni za Czarnym Kleksem – MAW,[1989 (drugie wydanie – Egmont Polska, 2012)
- Z Kleksem na przełaj przez bajki i nutki – Wydawnictwo Muzyczne Fuga, 1989
- Kleks i złota rybka – Intrografia, 1989
- Tajemnica VII b – Bank Spółdzielczy, 1990
- Przygody Kleksa część I – Pawel-Kroll / Egmont Polska, 2002 (Kleks w krainie zbuntowanych luster, Szalony wynalazca (ŚM), Szukajmy ciotki Plopp!)
- Przygody Kleksa: Złoto Alaski część II – Pawel-Kroll / Egmont Polska, 2003 (Złoto Alaski, Wspomnienia z wakacji)
- W krainie zbuntowanych luster – Egmont Polska, 2013

## Cytaty
- W opracowanym przez Ewę Aksman, Tomasza Kopczewskiego, Piotra Mazurowskiego oraz Irenę Topińską Zbiorze zadań z makroekonomii dla studentów Wydziału nauk Ekonomicznych Uniwersytetu Warszawskiego występuje korporacja Uniflamaster, produkująca długopisy.